# Альберто Местре (плавець, 1990)
Альберто Местре (ісп. Alberto Mestre, 10 лютого 1999) — венесуельський плавець.
Учасник Олімпійських Ігор 2020 року, де в попередніх запливах на дистанції 100 метрів вільним стилем посів 33-тє місце і не потрапив до півфіналів.